# Paul Watson (cestista)
Paul Watson Jr. (Phoenix, 30 dicembre 1994) è un cestista statunitense.

## Statistiche

### College
| Anno      | Squadra             | PG  | PT  | MP   | TC%  | 3P%  | TL%  | RP  | AP  | PRP | SP  | PP   |
| --------- | ------------------- | --- | --- | ---- | ---- | ---- | ---- | --- | --- | --- | --- | ---- |
| 2013-2014 | Fresno St. Bulldogs | 39  | 39  | 29,1 | 44,4 | 37,9 | 73,5 | 4,4 | 0,7 | 0,7 | 0,8 | 10,0 |
| 2014-2015 | Fresno St. Bulldogs | 32  | 32  | 33,3 | 39,4 | 35,5 | 70,0 | 4,9 | 0,8 | 0,9 | 0,7 | 11,1 |
| 2015-2016 | Fresno St. Bulldogs | 31  | 24  | 24,1 | 40,5 | 37,8 | 72,2 | 3,2 | 0,7 | 0,7 | 0,5 | 7,7  |
| 2016-2017 | Fresno St. Bulldogs | 33  | 33  | 32,2 | 41,4 | 34,1 | 67,9 | 5,2 | 1,4 | 0,9 | 0,7 | 11,4 |
| Carriera  | Carriera            | 135 | 128 | 29,7 | 41,5 | 36,2 | 70,6 | 4,4 | 0,9 | 0,8 | 0,7 | 10,1 |

### NBA

#### Regular Season
| Anno      | Squadra          | PG | PT | MP   | TC%  | 3P%  | TL%  | RP  | AP  | PRP | SP  | PP  |
| --------- | ---------------- | -- | -- | ---- | ---- | ---- | ---- | --- | --- | --- | --- | --- |
| 2019-2020 | Atlanta Hawks    | 2  | 0  | 8,5  | 0,0  | 0,0  | -    | 1,0 | 1,5 | 0,5 | 0,0 | 0,0 |
| 2019-2020 | Toronto Raptors  | 8  | 0  | 8,8  | 52,6 | 44,4 | 77,8 | 1,9 | 0,6 | 0,4 | 0,1 | 3,9 |
| 2020-2021 | Toronto Raptors  | 27 | 2  | 11,0 | 46,3 | 46,9 | 62,5 | 1,7 | 0,6 | 0,2 | 0,1 | 4,1 |
| 2021-2022 | Oklahoma Thunder | 9  | 3  | 17,3 | 34,3 | 23,1 | 50,0 | 3,0 | 0,9 | 0,3 | 0,3 | 3,4 |
| Carriera  | Carriera         | 46 | 5  | 11,7 | 42,0 | 39,2 | 68,4 | 1,9 | 0,7 | 0,3 | 0,2 | 3,8 |

#### Playoffs
| Anno     | Squadra         | PG | PT | MP  | TC%  | 3P% | TL% | RP  | AP  | PRP | SP  | PP  |
| -------- | --------------- | -- | -- | --- | ---- | --- | --- | --- | --- | --- | --- | --- |
| 2020     | Toronto Raptors | 2  | 0  | 4,5 | 50,0 | -   | -   | 0,0 | 0,5 | 0,5 | 0,0 | 1,0 |
| Carriera | Carriera        | 2  | 0  | 4,5 | 50,0 | -   | -   | 0,0 | 0,5 | 0,5 | 0,0 | 1,0 |

### G League
| Anno      | Squadra        | PG  | PT  | MP   | TC%  | 3P%  | TL%  | RP  | AP  | PRP | SP  | PP   |
| --------- | -------------- | --- | --- | ---- | ---- | ---- | ---- | --- | --- | --- | --- | ---- |
| 2017-2018 | Westch. Knicks | 45  | 23  | 26,7 | 42,7 | 36,9 | 53,1 | 3,4 | 1,0 | 0,8 | 0,5 | 6,2  |
| 2018-2019 | Westch. Knicks | 50  | 42  | 30,8 | 43,8 | 34,5 | 62,5 | 4,8 | 1,1 | 0,8 | 0,6 | 8,2  |
| 2019-2020 | Raptors 905    | 30  | 30  | 35,3 | 49,9 | 42,5 | 64,8 | 6,4 | 1,8 | 1,1 | 0,8 | 19,0 |
| 2021-2022 | Oklahoma Blue  | 17  | 11  | 27,3 | 39,9 | 30,0 | 70,0 | 4,0 | 1,8 | 1,1 | 0,5 | 11,1 |
| 2023-2024 | Austin Spurs   | 46  | 36  | 28,7 | 47,3 | 40,8 | 68,5 | 4,0 | 1,5 | 0,9 | 0,6 | 13,2 |
| Carriera  | Carriera       | 188 | 142 | 29,7 | 45,8 | 38,3 | 63,0 | 4,5 | 1,3 | 0,9 | 0,6 | 10,9 |